# Pece
La pece è un liquido altamente viscoso di colore nero ricavato dalla distillazione di bitume o di catrame. Dal punto di vista chimico, è una miscela costituita essenzialmente da idrocarburi e composti eterociclici, cioè una classe di sostanze.
È una sostanza impermeabile, nonché un potente collante, con vari utilizzi e applicazioni.

## Uso
La pece veniva usata principalmente nel calafataggio delle imbarcazioni e sulle sue manovre fisse e correnti (o volanti), sfruttandone l'impermeabilità all'acqua. In antichità era usata come arma di difesa nel corso di un assedio ad una città fortificata. Quando i nemici appoggiavano le scale (o qualunque altro arnese utile per l'impresa) per scalare le mura della città, i difensori rovesciavano la pece bollente dall'alto per colpire i nemici ed impedire loro di salire.
Nel 2005 il premio Ig Nobel per la fisica è stato attribuito a John Mainstone ed alla memoria di Thomas Parnell dell'Università del Queensland (Australia) per un esperimento in cui si misura quanto impiega la pece a gocciolare da un imbuto (visibile nella figura). L'esperimento è iniziato nel 1927 e al 2017 sono state contate 9 gocce.